# Pliego
Pliego és un municipi situat a la comarca murciana del Río Mula.

## Administració
| Legislatura | Nom                   | Grup |
| ----------- | --------------------- | ---- |
| 1979-1983   | Carlos                |      |
| 1983-1987   | Manuel Huéscar Valero | UCD  |
| 1987-1991   | Manuel Huéscar Valero | PDP  |
| 1991-1995   | Manuel Huéscar Valero | PP   |
| 1995-1999   | Manuel Huéscar Valero | PP   |
| 1999-2003   | Juan Guillén Gonzáles | PSOE |
| 2003-2007   | Isabel Toledo Gomez   | PP   |
| 2007-...    | Isabel Toledo Gomez   | PP   |